# Les Clouzeaux

Les Clouzeaux este o comună în departamentul Vendée, Franța. În 2009 avea o populație de 2,491 de locuitori.